# Tanypodinae
Tanypodinae (лат.) — подсемейство двукрылых семейства комаров-звонцов.

## Описание
Первый членик усиков редуцирован, без щетинок. Второй членик крупных покрыт сверху и с боков щетинками. Жгутик усика состоит из 14 члеников. У рода Nilotanypus число члеников жгутика сокращено до 13. Глаза как правило голые за исключением рода Nilotanypus. У представителей родов Apsectrotanypus, Macropelopia и Psectrotanypus глаза имеют радужную окраску. Щупики, обычно, состоят из 5 члеников. Крылья всегда хорошо развиты и покрыты микротрихиями, их размах до 7,5 мм. На крыльях часто имеется рисунок. Поперечные жилки иногда затемнены. Медиокубитальная жилка всегда имеется. Ноги коричневые, жёлтые или белые. Эмподий на лапках хорошо развит, иногда длиннее коготков. Пульвиллы имеются или отсутствуют.

## Экология
Личинки многих видов теплолюбивые, развиваются в стоячих водоёмах или медленно текущих водотоках различных типов, по типу питания — хищники. Личинки североамериканского вида Ablabesmyia janta являются симбионтами двустворчатых моллюсков семейства Unionidae.

## Классификация
В мировой фауне 54 рода, в том числе.
- Ablabesmyia Johannsen, 1905
- Alotanypus Roback, 1971
- Anatopynia Johannsen, 1905
- Apsectrotanypus Fittkau, 1962
- Arctopelopia Fittkau, 1962
- Austropelopia Cranston, 2000
- Bethbilbeckia Fittkau & Murray, 1988
- Brundiniella Roback, 1978
- Cantopelopia Roback, 1971
- Chrysopelopia Harrison, 1978
- Clinotanypus Kieffer, 1913
- Coelotanypus Kieffer, 1913
- Coffmania Hazra & Chaudhuri, 2000[4]
- Conchapelopia Fittkau, 1957
- †Cretapelopia Veltz et al., 2007[5]
- Derotanypus Roback, 1971
- Djalmabatista Fittkau, 1968
- Guttipelopia Fittkau, 1962
- Gressittius Sublette & Wirth, 1980
- †Gurvanomyia Kalugina, 1986[6]
- Fittkauimyia Karunakaran, 1969
- Hayesomyia Murray & Fittkau, 1985
- †Haematotanypus Azar et al., 2008[7]
- Helopelopia Roback, 1971
- Hudsonimyia Roback, 1979
- †Juropelopia Evenhuis, 1994[6]
- Krenopelopia Fittkau, 1962
- Labrundinia Fittkau, 1962
- Larsia Fittkau, 1962
- Lepidopelopia Harrison, 1970
- †Libanochlites Brundin, 1976[6]
- †Libanopelopia Veltz et al. 2007[7]
- Macropelopia Thienemann, 1916
- †Mailonia Kalugina, 1985[6]
- Monopelopia Fittkau, 1962
- Natarsia Fittkau, 1962
- Nilotanypus Kieffer, 1923
- Paramerina Fittkau, 1962
- Pentaneurella Fittkau & Murray, 1983
- Pentaneura Philippi, 1865
- Procladius Skuse, 1889
- Psectrotanypus Kieffer, 1909
- Rheopelopia Fittkau, 1962
- Schineriella Murray & Fittkau, 1988
- †Shinlustia Kalugina, 1986[6]
- Tanypus Meigen, 1803
- Telmatopelopia Fittkau, 1962
- †Tophocladius Kalugina, 1986[6]
- Trissopelopia Kieffer, 1923
- Thienemannimyia Fittkau, 1957
- †Wadelius Veltz et al., 2007[7]
- Xenopelopia Fittkau, 1962
- Zavrelimyia Fittkau, 1962

## Палеонтология
Ископаемые представители подсемейства известны с юрского периода из Бурятии. Возраст самых древних находок датируется 163,5 — 157,3 млн лет. Предположительно, самки вида Wadelius libanicus, обитавшего в меловом периоде, были энтомофагами или гематофагами.